# Cold Stream (Virginia Occidental)
Cold Stream es un área no incorporada ubicada dentro del condado de Hampshire (Virginia Occidental), Estados Unidos. Está catalogada como un asentamiento humano por la Junta de Nombres Geográficos de los Estados Unidos.
El número de identificación (ID) asignado por el Servicio Geológico de Estados Unidos es 1554174.

## Geografía
Se encuentra a una altitud de 269 metros sobre el nivel del mar (883 pies) según el conjunto de datos de elevación nacional.